# Runaway (album de Carola)
Pour les articles homonymes, voir Runaway.
Runaway est un album de Carola sorti le 12 mai 1986, produit par Maurice Gibb chez Polydor International.

## Liste des chansons
- 01. Radiate (R Gibb / M Gibb)
- 02. The Runaway (R Gibb / M Gibb)
- 03. Brand New Heart (R Gibb / M Gibb)
- 04. Spread Your Wings (For Your Love) (B Gibb / R Gibb / M Gibb)
- 05. Nature Of The Beast (R Gibb / M Gibb)
- 06. When Two Worlds Collide (B Gibb / R Gibb / M Gibb)
- 07. (We Are) Atomic (R Gibb / M Gibb)
- 08. Lost In The Crowd (B Gibb / R Gibb / M Gibb)
- 09. So Far So Good (R Gibb / M Gibb / R Lawrence)
- 10. Everlasting Love (R Gibb / M Gibb / R Lawrence / C Häggkvist)

## Single

### The runaway
- A. The Runaway
- B. So Far So Good

### Brand New Heart
- A. Brand New Heart
- B. Spread Your Wings

## Meilleur classement
- Suède n°1
- Norvège n°9